# Kompetenz (Linguistik)
Die sprachliche Kompetenz, auch Sprachwissen im Gegensatz zum Sprachkönnen (Performanz), ist einerseits
- ein Teil der allgemeinen kognitiven Fähigkeiten, deren Grundlage die Konzeptualisierung, Mustererkennung und Kategorisierung sind und
- andererseits die Fähigkeit, den Inhalt einer Aussage grammatisch, orthografisch und syntaktisch korrekt zu formulieren und
- die Fähigkeit, sich im sozialen Kontext adäquat auszudrücken.Siehe auch: kommunikative Kompetenz

„Die Sprachfähigkeit ist eine zentrale Komponente des kognitiven Systems des Menschen. Ihre Erforschung vermittelt Einsichten in die Natur der kognitiven Repräsentationen und der Verarbeitung der außersprachlichen Realität.“

## Kompetenz und Performanz
Noam Chomskys Unterscheidung von Kompetenz als allgemeiner Sprachfähigkeit und Performanz als individueller Sprachverwendung knüpft an die Saussuresche Dichotomie von Langue und Parole an.
Sprachliche Kompetenz beinhaltet in diesem Kontext folgende Fähigkeiten:
- Ein Sprecher kann mit einem endlichen Inventar von Elementen (Lauten, Wörtern) und Verknüpfungsregeln im Rahmen der Performanz eine prinzipiell unendliche Zahl verschiedener Äußerungen hervorbringen.
- Ein Hörer kann mit dem erworbenen sprachlichen Wissen Äußerungen verstehen, die er nie zuvor gehört hat, sowie trotz gewisser Unterschiede (z. B. in der Aussprache) gleichbedeutende Äußerungen als solche identifizieren.
- Sprecher/Hörer können sprachliche Äußerungen im Hinblick auf ihre Grammatikalität, Mehrdeutigkeit und Paraphrasebeziehungen beurteilen.

## Kommunikative Kompetenz
Im weiteren Sinne gehört zur sprachlichen Kompetenz auch, sich dem jeweiligen Bezugsrahmen entsprechend angemessen zu äußern und das heißt, eine für die jeweiligen Teilnehmer der verbalen Kommunikation zumutbare bzw. verständliche Form zu wählen (z. B.: auf eine hochsprachliche Äußerung nicht im Jargon oder Dialekt zu reagieren) und auch: den metakommunikativen Kontext zu berücksichtigen (z. B. auf eine offenkundig humoristisch oder satirisch gemeinte Äußerung entsprechend zu reagieren).